# Městská knihovna Louny
Městská knihovna Louny je veřejná knihovna s univerzálním knihovním fondem, jejímž zřizovatelem je město Louny.

## Současnost
V roce 2020 knihovna spustila Linku pro lidi. Je možné zatelefonovat a popovídat si se zaměstnanci knihovny nejen o knihovně, ale i o problémech a starostech.

### Ocenění
- Za svou činnost získala Městská knihovna Louny cenu SKIP a stala se Městskou knihovnou roku 2011.[5]
- V roce 2016 se stala absolutní vítězkou soutěže Kamarádka knihovna.[6]

## Oddělení knihovny
Městská knihovna Louny disponuje následujícími odděleními:
- Oddělení beletrie
- Oddělení naučné literatury
- Studovna, čítárna
- Dětské oddělení
- Hudební oddělení
- Malý sál, Kongresový sál, Ateliér

## Služby
Městská knihovna Louny nabízí knihovnické a informační služby:
- půjčování knih, časopisů, periodik, audioknih, CD a DVD, čteček a tabletů
- kopírovací a tiskové služby, laminování, kroužková nebo pevná vazba
- PC s připojením k internetu
- poskytování bibliografických, regionálních a faktografických informací
- vypracování rešerší
- meziknihovní výpůjční služba
- zapojení do projektu Ptejte se knihovny

### Vzdělávání a kultura
- přednášky a besedy na nejrůznější témata
- výtvarné dílny, workshopy
- výstavy, vernisáže

## Pobočky
Kromě hlavní budovy poskytuje Městská knihovna Louny knihovnické služby ve 3 svých pobočkách:
- Domov pro seniory, Rakovnická 2502, Louny
- Klub(ovna) Luna, SNP 2206, Louny
- Pavilon A, Park Louny, Louny